# Hợp Thủy
Hợp Thủy (chữ Hán phồn thể: 合水縣, chữ Hán giản thể: 合水县, bính âm: Héshuǐ Xiàn, âm Hán Việt: Hợp Thủy huyện) là một huyện thuộc địa cấp thị Khánh Dương, tỉnh Cam Túc, Cộng hòa Nhân dân Trung Hoa. Huyện Hợp Thủy có diện tích 2976 ki-lô-mét vuông, dân số năm 2004 là 170.000 người. Mã số bưu chính của huyện này là 745400. Chính quyền huyện đóng ở trấn Hoa Trì. Huyện này được chia ra 2 trấn và 17 hương.
- Trấn: Tây Hoa Trì và Lão Thành.
- Hương: Cát Hiện, Tiếu Trớ, Đoạn Gia Tập, Cố Thành, Thái Nga, Điếm Tử, Hà Gia Bạn, Định Tường, Bản Kiều, Liễu Câu, Dương Bình, Hao Trớ Phô, Thái Bạch.